# Юсупівка
Юсу́півка —  село в Україні, у Верхньосироватській сільській громаді Сумського району Сумської області. Населення становить 98 осіб. До 2017 орган місцевого самоврядування — Великобобрицька сільська рада.
Після ліквідації Краснопільського району 19 липня 2020 року село увійшло до Сумського району.

## Географія
Село Юсупівка розташоване на правому березі річки Бобрик, вище за течією на відстані 1 км розташоване село Гребениківка, нижче за течією на відстані 0.5 км розташоване село Великий Бобрик.

## Історія
Село постраждало внаслідок геноциду українського народу, проведеного урядом СССР 1923-1933 та 1946-1947 роках.